# 渋井 (川越市)
渋井（しぶい）は、埼玉県川越市の大字。旧入間郡澁井村。郵便番号は350-0013。

## 地理
川越市の東南部に位置し、西部を古市場、北部を久下戸、東部を富士見市東大久保、東南部をふじみ野市福岡、新河岸川を跨いだ南部をふじみ野市福岡新田（福岡橋）、中福岡、中丸、滝と接している。南辺を新河岸川が、東側を新河岸川放水路が流れている。南側の境界線は一部、川を跨いで交錯している。地内は新河岸川に沿った低地にあたり、農地・住宅地及び物流倉庫として利用されている。
住宅地は富士見川越道路開通前はほとんど県道沿いにあり、他は水田地帯だった。東西に埼玉県道56号さいたまふじみ野所沢線が、南北に富士見川越道路（国道254号バイパス）が整備され、渋井交差点で平面交差している。西武バスの路線のある東武東上線上福岡駅または大宮駅、あるいは自家用車などで川越線南古谷駅を利用することが可能である。小字に上駿河、柳坪、川久保がある。

### 河川
- 新河岸川 - 南辺を南流している一級河川。かつては水運に利用された。
- 新河岸川放水路 - 新河岸川から分岐している。船渡橋（富士見市東大久保・さいたま市西区飯田新田）でびん沼川と合流している。

## 歴史
古くは三芳野郷古尾谷庄に属した。かつては伊佐沼の水を引いて用水とし僅かな水田と多くの畑に利用していた。鎌倉から奥州に至る古い街道があり、これは江戸時代以降も残り現在の埼玉県道56号さいたまふじみ野所沢線の元になっている。江戸初期に川越藩主松平信綱が入国の後、その御料所となったが、5、6年後には河越城付の村になった。この時代の小名として海道端（鎌倉古街道沿い）、駿河淵、のみ田、江川端、谷田、蛭沼、柳けつぼが挙げられる。また荒川（現在のびん沼川）沿いに枝郷と呼ばれる飛び地があり、萱沼を持ち、民家2軒があったという。この飛地は川越市に合併後の1967年（昭和42年）11月1日、大字久下戸の一部と併せて大字萱沼（かいぬま）となった。
明治時代に入って1889年（明治22年）4月1日の町村制施行に伴い、入間郡古市場村連合戸長役場区域にあった澁井村は同区域にあった古市場村及び並木村連合戸長役場区域にあった牛子村・今泉村・南田島村・久下戸村・並木村・木野目村と合併し南古谷村の大字のひとつとなった。1876年（明治9年）の人口は414人。1955年（昭和30年）4月1日、南古谷村は高階村・名細村・霞ヶ関村・山田村・古谷村・大東村・福原村と共に川越市に編入され、渋井は川越市の大字のひとつとなった。1977年（昭和52年）に着工された富士見川越有料道路は1981年（昭和56年）に供用開始され、2009年（平成21年）には料金徴収期間を終了し無料開放された。

## 世帯数と人口
2017年（平成29年）10月1日現在の世帯数と人口は以下の通りである。
| 大字 | 世帯数  | 人口  |
| ---- | ------- | ----- |
| 渋井 | 273世帯 | 722人 |

## 小・中学校の学区
市立小・中学校に通う場合、学区は以下の通りとなる。
| 番地 | 小学校               | 中学校               |
| ---- | -------------------- | -------------------- |
| 全域 | 川越市立南古谷小学校 | 川越市立南古谷中学校 |

## 交通

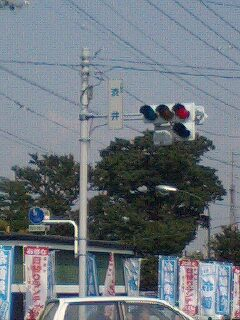
渋井交差点近景

### 鉄道
鉄道は地内を通っていない。最寄駅はJR東日本川越線・南古谷駅になる。

### バス
- 西武バス大34系統・大34-1系統（所沢駅東口・中富-上福岡駅入口-大宮駅西口） - 渋井停留所が埼玉県道56号さいたまふじみ野所沢線沿いに設置されている。

### 道路
- 国道254号バイパス（富士見川越道路）- 国道463号から分岐し北上して川越市内に至っている。
- 埼玉県道56号さいたまふじみ野所沢線 - 所沢・上福岡から当地を通り、治水橋を渡って大宮に至っている。
- 埼玉県道113号川越新座線 - 東大久保橋北詰から北側の僅かな区間のみ地内になる。

## 施設
- 渋井公民館

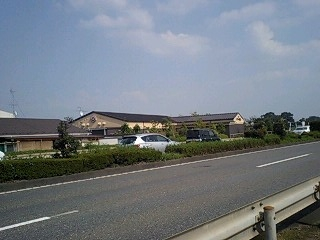
小江戸はつかり温泉

- 小江戸はつかり温泉 - 天然温泉を備えた入浴施設。
- 渋井水門
- 蓮光寺 - 曹洞宗の寺院[6]。山号は鷲嶽山[6]。開山は慶庵惣与[6]。寺領7石を持っていた[5][6]。
- 観音堂 - 観音立像が置かれている。
- 稲荷神社
- 正観世音 - 渋井公民館の隣に立地